# Autoroute A-21 (Espagne)
Pour les articles homonymes, voir A-21.
L'autoroute A-21 appelée aussi l'autoroute des Pyrénées (Autovía del Pirineo) est une autoroute qui permet de relier Pampelune à Jaca au centre des Pyrénées espagnoles.
Elle relie entre autres les communautés de Navarre et la Catalogne par cet axe transversal au sud des Pyrénées.
Elle double la route nationale N-240 jusqu'à Jaca où elle va se connecter ensuite à l'A-23 en direction de la France par le tunnel du Somport ou pour se rendre sur la côte méditerranéenne espagnole.

## Sections
| Nom  | Section                                       | État (2021)     | Longueur (km) |
| ---- | --------------------------------------------- | --------------- | ------------- |
| A-21 | Pampelune (AP-15) - Monreal                   | En service      | 12 km         |
| A-21 | Monreal - Izco                                | En service      | 8,6 km        |
| A-21 | Izco - Venta de Judas                         | En service      | 7 km          |
| A-21 | Venta de Judas - Yesa - Province de Saragosse | En service      | 16,5 km       |
| A-21 | Province de Saragosse - Tiermas               | En service      | 4,31 km       |
| A-21 | Tiermas - Sigüés                              | En construction | 7,4 km        |
| A-21 | Sigüés - A-1601                               | En service      | 4 km          |
| A-21 | A-1601 - Barranco de Colladas                 | En service      | 2,6 km        |
| A-21 | Barranco de Colladas - Berdún                 | En service      | 10 km         |
| A-21 | Berdún - Puente la Reina de Jaca              | En projet       | 7 km          |
| A-21 | Puente la Reina de Jaca - Santa Cilia         | En construction | 7,2 km        |
| A-21 | Santa Cilia - Jaca                            | En construction | 9 km          |

## Tracé
- L'A-21 débute au sud de Pampelune où elle se déconnecte de l'A-15 (Saint-Sébastien - Soria).
- Elle poursuit son chemin vers l'est jusqu'à Monreal où elle se termine provisoirement car c'est le seul tronçon en service de cette autovia.
- À partir de là, elle va doubler la N-240 jusqu'à Jaca pour se connecter à l'A-23 (Sagonte - Somport)

## Sorties
De Noain à Monreal
| Sorties         | Villes                                                                     |            |
| --------------- | -------------------------------------------------------------------------- | ---------- |
|                 | Pampelune Ouest - Pampelune Sud PA-30 - Saint-Sébastien Tudela - Saragosse | A-15 AP-15 |
| Aire de service |                                                                            |            |
| 01              | Zone Industrielle Torres de Erloz                                          |            |
| 02              | Zulueta                                                                    | N-240      |
| 03              | Elorz                                                                      | N-240      |
| 04              | Unciti - Yárnoz                                                            | NA-234     |
|                 | Jaca - Somport A-23                                                        | N-240      |
|                 | Section en projet et en construction Monreal - Jaca                        | A-21       |

### Référence
- Nomenclature